# میثم دلخانی
میثم دَلخانی (زادهٔ ۱۶ دی ۱۳۷۵ در شیراز)، فرنگی‌کار اهل ایران است.

## نتایج (به تفکیک مسابقات)

### نوجوانان آسیا
مدال برنز ۲۰۱۳ اولان باتور؛ (۵۰ ک‌گ)

### نوجوانان جهان
«پانزدهم» ۲۰۱۳ زرنجانین؛ (۵۰ ک‌گ)
«هفدهم» ۲۰۱۴ هومنه، اسلواکی؛ (۵۴ ک‌گ)

### جوانان آسیا
مدال برنز ۲۰۱۵ نایپیداو؛ (۵۵ ک‌گ)

### جوانان جهان
«هشتم» ۲۰۱۵ سالوادور، باهیا؛ (۵۵ ک‌گ)
مدال برنز ۲۰۱۶ ماکن؛ (۵۵ ک‌گ)

### امیدهای آسیا (زیر ۲۳ سال)
مدال طلا ۲۰۱۹ اولان باتور؛ (۶۳ ک‌گ)
رقابت‌های وزن ۶۳ کیلوگرم این مسابقات نیز با حضور پنج کشتی‌گیر برگزار شد. میثم دلخانی نماینده کشورمان در این وزن ابتدا در کشتی نخست با نتیجه ۱۱ بر یک مقابل «ویجای» از هند به پیروزی دست یافت. او در مبارزه دوم خود با توجه به حاضر نشدن «یرنار فیداخمتوف» از قزاقستان به برتری دست یافت و در کشتی سوم نیز مقابل «المار تالانتبک اولو» از قرقیزستان با نتیجه ۵ بر ۴ به پیروزی رسید. دلخانی در کشتی چهارم خود هم مقابل «تلمان باتومار» از مغولستان با نتیجه ۹ بر صفر به برتری دست یافت و صاحب مدال طلا شد.

### امیدهای جهان (زیر ۲۳ سال)

#### مسابقات قهرمانی کشتی زیر ۲۳ سال جهان ۲۰۱۷
«هشتم» ۲۰۱۷ بیدگوشچ؛ (۵۹ ک‌گ)
در وزن ۵۹ کیلوگرم میثم دلخانی در دور نخست با نتیجه ۳ بر یک لوییز اورتا سانچز از کوبا را شکست داد وی در دور بعد مقابل ماسوتو کاوانا از ژاپن با نتیجه ۳ بر ۲ شکست خورد اما با توجه به حضور این کشتی‌گیر در دیدار فینال، دلخانی به گروه بازنده‌ها رفت. وی ابتدا در این گروه با نتیجه ۲ بر صفر کریستوفر کرامر از آلمان را شکست داد وی در دیدار بعد مقابل آگوستین اسپاسوف از بلغارستان با نتیجه ۱۵ بر ۷ مغلوب و حذف شد.

#### مسابقات قهرمانی کشتی زیر ۲۳ سال جهان ۲۰۱۸
«پنجم» ۲۰۱۸ بخارست؛ (۶۳ ک‌گ)
در وزن ۶۳ کیلوگرم میثم دلخانی در دور اول مقابل ایهور بلیاک از بلاروس با نتیجه ۹ بر صفر پیروز شد وی در دور دوم رامیز ممدوف از آذربایجان را با نتیجه ۵ بر ۴ مغلوب کرد و راهی مرحله نیمه نهایی شد. وی در این مرحله مقابل کاتساکی اندو از ژاپن با نتیجه ۶ بر ۳ شکست خورد و راهی دیدار رده‌بندی شد. وی در این دیدار مقابل الکساندر هروشین از اوکراین با نتیجه ۱۲ بر یک مغلوب و پنجم شد.

#### مسابقات قهرمانی کشتی زیر ۲۳ سال جهان ۲۰۱۹
مدال طلا ۲۰۱۹ بوداپست؛ (۶۳ ک‌گ)
در وزن ۶۳ کیلوگرم میثم دلخانی پس از استراحت در دور اول در دور بعد مقابل ماکسیم نهودا از بلاروس با نتیجه ۹ بر ۶ به پیروزی دست یافت. وی در دور بعد و در مرحله یک چهارم نهایی اولکساندر هروشین از اوکراین را با نتیجه ۵ بر یک مغلوب کرد و راهی دیدار نیمه نهایی شد. دلخانی در این دیدار با نتیجه ۴ بر یک از سد مهمت چکر از ترکیه گذشت و راهی دیدار فینال شد. وی در دیدار فینال و در یک کشتی نزدیک با نتیجه ۷ بر ۶ از سد لوانی کاوجارادزه از گرجستان گذشت و به مدال طلا دست یافت.

### بزرگسالان آسیا

#### مسابقات قهرمانی کشتی آسیا ۲۰۲۰
در وزن ۶۳ کیلوگرم میثم دلخانی پس از استراحت در دور اول، در دور دوم با نتیجه ۹ بر صفر یوشیکی یامادا از ژاپن را مغلوب کرد و به مرحله نیمه نهایی راه یافت. وی در این مرحله مقابل المورات تاسمورادوف از ازبکستان با نتیجه ۱۰ بر یک مغلوب شد و به دیدار رده بندی رفت. دلخانی در دیدار رده بندی به مصاف فیتداخمتوف از قزاقستان رفت. وی در این دیدار با نتیجه ۲ بر صفر به پیروزی رسید و مدال برنز این وزن را از آن خود کرد.

#### مسابقات قهرمانی کشتی آسیا ۲۰۲۱
در وزن ۶۳ کیلوگرم؛ وی در دور اول با نتیجه ۵ بر صفر اورماتبک آماتوف از قرقیزستان را مغلوب کرد. وی در دور بعد با نتیجه ۹ بر ۷ المورات تاسمرادوف دارنده مدال نقره و برنز جهان و برنز المپیک از ازبکستان را از پیش رو برداشت و راهی مرحله نیمه نهایی شد. دلخانی در این مرحله با نتیجه ۸ بر ۵ از سد هان جائه چانگ از کره جنوبی گذشت و راهی دیدار فینال شد. وی در این دیدار مقابل سلطان آسیتولی از قزاقستان با نتیجه ۸ بر ۳ و ضربه فنی مغلوب شد و به مدال نقره رسید.

### بزرگسالان جهان

#### مسابقات قهرمانی کشتی جهان ۲۰۱۹
«پنجم» ۲۰۱۹ نورسلطان؛ (۶۳ ک‌گ)
در وزن ۶۳ کیلوگرم میثم دلخانی پس از استراحت در دور نخست، در دور دوم با نتیجه ۴ بر ۲ مغلوب استپان ماریانیان دارنده مدال طلای جهان از روسیه شد و با توجه به حضور حریفش در دیدار فینال به گروه بازنده‌ها رفت. دلخانی در این گروه با نتیجه ۵ بر ۳ جین هوونگ جونگ از کره جنوبی را مغلوب کرد و به دیدار رده‌بندی راه یافت. وی در این دیدار با نتیجه ۷ بر ۵ مقابل اسلاویک گالستیان از ارمنستان شکست خورد و پنجم شد.

#### قهرمانی کشتی جهان ۲۰۲۱
در وزن ٦٣ کیلوگرم میثم دلخانی پس از استراحت در دور نخست در دور دوم با نتیجه ٩ بر صفر دنیز منکسه از آلمان را مغلوب کرد و به مرحله یک چهارم نهایی راه یافت. وی در این مرحله مقابل لنور تمیروف دارنده مدال برنز جهان از اوکراین با نتیجه ٣ بر ٣ به پیروزی رسید و راهی مرحله نیمه نهایی شد. دلخانی در این مرحله با نتیجه ٩ بر صفر طالح ممدوف دارنده مدال نقره اروپا از آذربایجان را مغلوب کرد و به دیدار فینال راه یافت. وی در دیدار فینال با نتیجه ٥ بر ٤ از سد لری ابولادزه دارنده مدال برنز اروپا از گرجستان گذشت و به مدال طلا دست یافت.

### بازی‌های آسیایی ۲۰۲۲
در وزن ۶۰ کیلوگرم میثم دلخانی در دور نخست با نتیجه ۷ بر ۱ گیانیدر داهی‌یا از هند را شکست داد. وی در دور بعد با نتیجه ۴ بر ۲ مغلوب آیدوس سلطانگالی از قزاقستان شد و با توجه به شکست این کشتی گیر در مرحله نیمه نهایی، دلخانی حذف شد.

## زندگی شخصی
میثم دلخانی دارای 2 برادر و یک خواهر است.او اصالتاً فارس زبان و از قوم شول و اهل روستای دلخان منطقه سپیدان استان فارس است.
همچنین دارای مدرک کارشناسی تربیت بدنی از دانشگاه آزاد و دانشجوی کارشناسی ارشد رشته مدیریت ورزشی در این دانشگاه می باشد.